# Joanna Cygler
Joanna Agnieszka Cygler (sinh ngày 21 tháng 5 năm 1967) là một nhà kinh tế học người Ba Lan và giáo sư phụ trách bộ môn về Quản lý tại Trường Kinh tế Warsaw.

## Sự nghiệp
Cygler sinh ra ở Warsaw và tốt nghiệp tại trường Kinh tế Warsaw (WSE) vào năm 1991. Đến năm 1999, bà có bằng Tiến sĩ về Quản lý (cũng tại trường WSE) với việc bảo vệ thành công luận án Zmiany zachodzące w pozycji i strategii rynkowej oraz systemie zarządzania przedsiębiorstw polskich pod wpływem aliansów strategicznych z partnerami zagranicznymi (Ảnh hưởng của các liên minh chiến lược với các đối tác nước ngoài đối với vị trí, chiến lược thị trường và hệ thống quản lý của các công ty Ba Lan). Nghiên cứu này cũng đã giúp bà nhận được Giải thưởng Karol Adamiecki năm 2000. Năm 2009, bà có được bằng PD (bằng cao nhất trong học thuật) nhờ luận án Kooperencja przedsiębiorstw. Czynniki sektorowe i korporacyjne (Hợp tác: các yếu tố ngành và công ty). Nghiên cứu này đã được xuất bản dưới cùng tiêu đề và được công nhận trong trong cuộc thi Luận án PD tốt nhất lần thứ 9 do Ủy ban Khoa học Tổ chức và Quản lý, do Viện Hàn lâm Khoa học Ba Lan (PAN) tổ chức. Từ năm 1995–1996, bà theo học với tư cách là Học giả Fulbright tại Trường Quản lý Carlson, Đại học Minnesota ở Minneapolis, Hoa Kỳ 
Từ năm 1991–2016, Cygler làm việc tại Khoa Quản lý của WSE với các vai trò liên tiếp là trợ lý, trợ lý giáo sư và giáo sư. Năm 2016, bà được bổ nhiệm làm Trưởng phòng Hệ thống Quản lý thuộc Viện Nguồn nhân lực WSE. Các khóa học của bà nhiều lần được đánh giá cao nhất trong bảng xếp hạng Top Ten của sinh viên WSE hàng năm. Bà cũng giảng dạy các khóa MBA về điều hành doanh nghiệp tại Viện Khoa học Kinh tế PAN.
Bên cạnh công việc giảng dạy và lãnh đạo học thuật, Cygler còn là Giám đốc Nghiên cứu của Cơ quan Thông tin và Đầu tư Nước ngoài Ba Lan từ năm 2002-2003. Sau đó, bà cũng được bổ nhiệm làm chuyên gia trong Văn phòng Quốc tế tại Phủ Thủ tướng của Tổng thống Cộng hòa Ba Lan đến năm 2005. Bà cũng từng làm tham tán kinh tế và thương mại tại Đại sứ quán Cộng hòa Ba Lan ở Mexico. Năm 2016, bà được bổ nhiệm làm Giám đốc Ủy ban Phát triển Khoa học tại Viện Hàng không Warsaw.

## Các nghiên cứu nổi bật
- J. Cygler , W. . 253–269.ISBN 978-3-319-28855-0 .
- J. Cygler, Nghiên cứu về Cấu trúc trong mạng liên tổ chức và quyền tự chủ ra quyết định của các thành viên [in:] W. Sroka, Š. Hittmár, Quản lý các tổ chức mạng, Springer, 2015, pp. 181–195.ISBN 978-3-319-17346-7ISBN 978-3-319-17346-7.
- J. Cygler (biên tập. ), Wymiana gospodarcza Polski Wschodniej z krajami byłego ZSRR i ryzyka z tym związane, Warszawa, Związek Pracodawców Warszawy i Mazowsza, 2015,ISBN 978-83-64159-01-5 .
- J. Cygler, M. Aluchna, E. Marciszewska, MK Witek-Hajduk, G. Materna, Kooperencja przedsiębiorstw w dobie globalizacji. Wyzwania Strategiczne, tôm uwarunkowania, Warszawa, Wolters Kluwer Polska, 2013,ISBN 978-83-264-4360-2 .
- J. Cygler, Guanxi - chińska koncepcja sieci, "Przegląd Organiacji". số 6, pp. 14–18, 2011.
- J. Cygler, Kooperencja przedsiębiorstw. Czynniki sektorowe tôi korporacyjne, Warszawa, Oficyna Wydawnicza Szkoły Głównej Handlowej, 2009,ISBN 978-83-7378-421-5 .
- J. Cygler, Alianse Strategiczne, Warszawa: Difin, 2002,ISBN 83-7251-223-X .
- J. Cygler, Organisation sieciowe jako forma współdziałania przedsiębiorstw [in:] M. Romanowska, M. Trocki, Przedsiębiorstwo partnerkie, Warszawa: Difin, 2002, pp. 147–160.ISBN 83-7251-265-5ISBN 83-7251-265-5

## Giải thưởng
- Huân chương Chữ thập Bạc (2011).[7]